# 中日共同防敵軍事協定
中日共同防敵軍事協定為1918年日本與中華民國之間的一系列軍事協定。日方稱為日支共同防敵軍事協定，有時也稱日中共同防敵軍事協定或日華共同防敵軍事協定。各項文件總計七件二十八條。

## 簽訂過程
1917年8月14日，段祺瑞内閣對德國和奧匈帝國宣戰，加入第一次世界大戰。自此，德奧成為中日的共同敵人。1918年1月4日，奉天省中央銀行發行的奉天票成了法定貨幣。
俄國十月革命勝利之後，1918年3月3日，俄國無視協約國而對德國單獨講和，為此3月8日，日本以參謀次長田中義一為中心，決定對中國尋求中日同盟、武器統一等防敵協定，3月25日，於東京，中國與日本就共同防敵進行換文，4月30日，西原龜三給段祺瑞政府二千萬日元的有綫電信貸款，同時又施以軍事威脅，在日方壓力下，段祺瑞政府于5月16日簽訂《中日陸軍共同防敵協定》，又于十九日簽訂《中日海軍共同防敵軍事協定》，5月30日，中日雙方在北京互換批准書，並公佈《中日共同防敵換文》4件，而對陸、海軍的兩個軍事協定内容隻字未提。9月16日，雙方于北京簽訂實施細則，規定“凡在军事行动区域之内，中国地方官吏对于该区域内之日本军队，须尽力协助，使不生军事上之窒碍：日本军队须尊重中国主权及地方习惯，使人民不感受不便。”等条文。9月28日，日本向段祺瑞提供參戰之借款。11月，日本又授與中國軍事代表勳章。